# Michał Ciszewski
Michał Ciszewski – polski polityk, prezydent Zawiercia w 1945 roku.

## Życiorys
Należał do Polskiej Partii Robotniczej. 22 stycznia 1945 roku – dwa dni po wyzwoleniu miasta – został mianowany tymczasowym prezydentem Zawiercia. 17 lutego na posiedzeniu Tymczasowej Rady Narodowej Miasta Zawiercia został przez aklamację wybrany prezydentem miasta. Następnie przydzielił sobie trzypokojowe mieszkanie w centrum Zawiercia, argumentując to faktem, iż jako prezydent miasta jest do tego uprawniony. 9 kwietnia 1945 roku radny Józef Figiel na posiedzeniu Miejskiej Rady Narodowej zarzucił Ciszewskiemu „czyny kolidujące z etyką PPR” – nadużycie władzy i wykorzystywanie uprawnień dla korzyści własnych i rodziny. Wniosek został rozpatrzony pozytywnie, w efekcie czego Ciszewski z polecenia wicewojewody Jerzego Ziętka otrzymał pismo pozbawiające go urzędu. Następcą Ciszewskiego 16 czerwca został Jan Pilch.